# María José Escrivà
María José Escrivà Vidal (Grao de Gandia, 10 de marzo de 1968) es una poeta y narradora valenciana.

## Biografía
Licenciada en Filología Hispánica (1991) por la Universidad de Valencia (UV), se doctoró en Filología Catalana (2000) en esta misma Universidad. Trabajó durante cinco años como profesora de catalán en la Oficina de Promoción del Valenciano del Ayuntamiento de Dénia. Responsable, en el período 1999-2016, de la Sección de Literatura del CEIC Alfonso el Viejo de Gandía. Directora de la colección Plaquetes Razef, de Edicions 96, donde es correctora lingüística y editora.

### Trayectoria literaria
Es coautora con Pau Sif de la antología Ai, València! Poemas (1017-2002), (2003); con Josep Lluís Roig se hizo cargo de la edición de L'inventari clement de Gandia, poemario hasta entonces inédito de Vicent Andrés Estellés, con el que ganó el premio Ausiàs March en 1966.
Como poeta recibió en 1992 el Premio Senyoriu d'Ausiàs March de Beniarjó por Remor alé (1993), y en 1997, el Premio Marià Manent por A les palpentes del vidre (1998). Posteriormente, Tots els noms de la pena (2002) representa un salto conceptual en el universo poético de la autora saforense. En 2007 ganó los Juegos Florales de Barcelona con Flors a casa (2007) y, en consecuencia, obtuvo el reconocimiento como «Poeta de la Ciudad». El poemario Serena barca (2016) mereció el Premio de la Crítica de los Escritores Valencianos de la AELC.  Con su último poemario, Sempre és tard, ha ganado el Premio Miquel de Palol (2020).
Parte de su obra poética ha sido recogida en antologías como Contemporànies (1999) o, sobre todo, en Imparables (2004) antología colectiva de la que formó parte con un propósito claro y todavía en vigencia: que la poesía devuelva a la cultura su dignidad. Asimismo, ha sido incluida en Parlano le donne. Poetesse catalane del XXI secolo (Nápoles, 2008). Y más recientemente en la antología Women Writers in Catalan (2017).

#### Estilo
Su voz poética oscila entre la tensión dialéctica de un lenguaje destilado y un concepto expresionista de la naturaleza de las cosas. Esto se manifiesta en una poesía abierta a la idea de umbral como eje alrededor del cual giran nociones como el dolor y su superación, el deseo como energía primordial o el camino en tanto que metáfora esencial de una existencia habitada de experiencias, siempre en equilibrio.
Como narradora, su obra se dirige al mundo adulto a partir de un lenguaje en el que la fantasía y la ilusión tienen un papel fundamental. Son muestra Àngels de nata (2013), con ilustraciones de Maria Alcaraz Frasquet, o el relato poético L'Home del Capell de Palla (2017). Asimismo, forma parte del grupo de la obra colectiva 10 de 2 (2015). También ha participado como autora en la recopilación del libro de relatos, Entre dones (2016). Ha colaborado en medios de comunicación diversos como crítica literaria: Caràcters, Reduccions, Levante-EMV, L'Aiguadolç o Poetari.
Tiene obra traducida al castellano, al italiano, al francés, al alemán, al croata, al vasco, al inglés y al esloveno. 
Es administradora del blog literario Passa la vida.

#### Activismo cultural
En el campo del activismo cultural, se ha especializado en difundir el hecho poético mediante la organización de recitales y de tertulias poéticas en espacios como el Café Sant Jaume y el Café Malvarrosa en la ciudad de Valencia. Destaca el ciclo dedicado a la poeta afgana Nadia Anjoman; asimismo ha coordinado durante una década, desde el CEIC Alfons el Vell, l'Homenatge a la Paraula.

## Obra
Poesía 
- Remor alè, 1993.
- A les palpentes del vidre, 1998.
- Tots els noms de la pena, 2002.
- Flors a casa, 2007.[4]
- Serena barca, 2016.[11]
- Sempre és tard, 2020.[6]
- La casa sota la lluna. Antologia (1992-2022), 2023.

Narrativa 
- El curt camí dels anys, 1994.
- Àngels de nata, 2013, (il·lustracions de Maria Alcaraz Frasquet).
- Companys de viatge a 10 de 2, 2015, (obra col·lectiva).
- La follia de viure a Entre dones, 2016, (obra col·lectiva).
- L'Home del Capell de Palla, 2017, (espectacle narratiu, musical i plàstic, que organitza el grup Onades; amb il·lustracions d'Amadeu Vives).
- Tenda d'animals, 2018.

## Premios y reconocimientos[12]
- 1992 Premio Senyoriu d'Ausiàs March por Remor aliento
- 1997 Premio Marià Manent por A tientas del vidrio
- 2007 Juegos Florales de Barcelona por Flors a casa [4]
- 2017 Premio de la Crítica de los Escritores Valencianos (en el apartado de poesía) por Serena Barca [5]
- 2018 Premio Carmesina de narrativa infantil por Tenda d'animals
- 2020 Premio Miquel de Palol de Poesía por Sempre és tard.[13]
- 2021 Premio de la Crítica de poesía catalana por Sempre és tard.